# Rosja na Zimowych Igrzyskach Olimpijskich 2014
Rosja na Zimowych Igrzyskach Olimpijskich 2014 – kadra sportowców reprezentujących Rosję na igrzyskach w 2014 roku w Soczi. Kadra liczyła 225 sportowców.

## Medale
| Medale według dni | Medale według dni | Medale według dni | Medale według dni | Medale według dni | Medale według dni | Medale według dni |
| ----------------- | ----------------- | ----------------- | ----------------- | ----------------- | ----------------- | ----------------- |
| Dzień             | Data              | złoto             | srebro            | brąz              | Razem             |                   |
| Dzień 1           | 08.02             | -                 | -                 | -                 | 0                 |                   |
| Dzień 2           | 09.02             | 1                 | -                 | 1                 | 2                 |                   |
| Dzień 3           | 10.02             | -                 | -                 | 2                 | 2                 |                   |
| Dzień 4           | 11.02             | -                 | -                 | -                 | 0                 |                   |
| Dzień 5           | 12.02             | 1                 | 1                 | -                 | 2                 |                   |
| Dzień 6           | 13.02             | -                 | -                 | 1                 | 1                 |                   |
| Dzień 7           | 14.02             | -                 | -                 | -                 | 0                 |                   |
| Dzień 8           | 15.02             | 1                 | 1                 | -                 | 2                 |                   |
| Dzień 9           | 16.02             | -                 | -                 | -                 | 0                 |                   |
| Dzień 10          | 17.02             | -                 | -                 | 1                 | 1                 |                   |
| Dzień 11          | 18.02             | -                 | 1                 | -                 | 1                 |                   |
| Dzień 12          | 19.02             | 1                 | -                 | 1                 | 2                 |                   |
| Dzień 13          | 20.02             | 1                 | -                 | -                 | 1                 |                   |
| Dzień 14          | 21.02             | 2                 | -                 | -                 | 2                 |                   |
| Dzień 15          | 22.02             | 2                 | -                 | 1                 | 3                 |                   |
| Dzień 16          | 23.02             | -                 | -                 | 1                 | 1                 |                   |

## Skład reprezentacji

### Biathlon

#### Mężczyźni
- Jewgienij Garaniczew
- Aleksandr Łoginow
- Dmitrij Małyszko
- Jewgienij Ustiugow
- Aleksiej Wołkow
- Anton Szypulin

| Konkurencja       | Zawodnik             | Czas      | Strzelanie | Miejsce |
| ----------------- | -------------------- | --------- | ---------- | ------- |
| Sprint            | Jewgienij Garaniczew | 25:43.0   | 0+1        | 27.     |
| Sprint            | Aleksandr Łoginow    | -         | -          | -       |
| Sprint            | Dmitrij Małyszko     | 25:48.5   | 0+0        | 28.     |
| Sprint            | Jewgienij Ustiugow   | 25:19.1   | 1+0        | 16.     |
| Sprint            | Aleksiej Wołkow      | -         | -          | -       |
| Sprint            | Anton Szypulin       | 24:39.9   | 0+1        | 4.      |
| Bieg pościgowy    | Jewgienij Garaniczew | 34:47.7   | 0+0+1+0    | 15.     |
| Bieg pościgowy    | Aleksandr Łoginow    | -         | -          | -       |
| Bieg pościgowy    | Dmitrij Małyszko     | 36:17.0   | 0+1+1+0    | 33.     |
| Bieg pościgowy    | Jewgienij Ustiugow   | 34:25.3   | 0+1+0+0    | 5.      |
| Bieg pościgowy    | Aleksiej Wołkow      | -         | -          | -       |
| Bieg pościgowy    | Anton Szypulin       | 34:47.1   | 0+1+1+1    | 14.     |
| Bieg indywidualny | Jewgienij Garaniczew | 50:06.2   | 0+1+0+0    | 3.      |
| Bieg indywidualny | Aleksandr Łoginow    | 53:04.3   | 0+1+1+0    | 30.     |
| Bieg indywidualny | Dmitrij Małyszko     | -         | -          | -       |
| Bieg indywidualny | Jewgienij Ustiugow   | 53:47.8   | 2+0+0+1    | 38.     |
| Bieg indywidualny | Aleksiej Wołkow      | 56:30.3   | 1+1+1+1    | 64.     |
| Bieg indywidualny | Anton Szypulin       | -         | -          | -       |
| Bieg masowy       | Jewgienij Garaniczew | 43:25.3   | 0+1+1+1    | 5.      |
| Bieg masowy       | Aleksandr Łoginow    | -         | -          | -       |
| Bieg masowy       | Dmitrij Małyszko     | 44:42.9   | 1+0+3+0    | 20.     |
| Bieg masowy       | Jewgienij Ustiugow   | 44:37.3   | 0+0+1+2    | 19.     |
| Bieg masowy       | Aleksiej Wołkow      | -         | -          | -       |
| Bieg masowy       | Anton Szypulin       | 43:48.2   | 0+1+1+1    | 11.     |
| Sztafeta          | Dmitrij Małyszko     | 1:12:15.9 | 0+8        | 1.      |
| Sztafeta          | Jewgienij Ustiugow   | 1:12:15.9 | 0+8        | 1.      |
| Sztafeta          | Aleksiej Wołkow      | 1:12:15.9 | 0+8        | 1.      |
| Sztafeta          | Anton Szypulin       | 1:12:15.9 | 0+8        | 1.      |

#### Kobiety
- Jekatierina Głazyrina
- Olga Podczufarowa
- Jana Romanowa
- Jekatierina Szumiłowa
- Olga Wiłuchina
- Olga Zajcewa

| Konkurencja       | Zawodniczka           | Czas      | Miejsce |
| ----------------- | --------------------- | --------- | ------- |
| Sprint            | Jekatierina Głazyrina | -         | -       |
| Sprint            | Olga Podczufarowa     | -         | -       |
| Sprint            | Jana Romanowa         | 21:53.4   | DSQ     |
| Sprint            | Jekatierina Szumiłowa | 23:38.4   | 60.     |
| Sprint            | Olga Wiłuchina        | 21:26.7   | DSQ     |
| Sprint            | Olga Zajcewa          | 22:16.6   | DSQ     |
| Bieg pościgowy    | Jekatierina Głazyrina | -         | -       |
| Bieg pościgowy    | Olga Podczufarowa     | -         | -       |
| Bieg pościgowy    | Jana Romanowa         | 31:55.1   | DSQ     |
| Bieg pościgowy    | Jekatierina Szumiłowa | 34:34.2   | 47.     |
| Bieg pościgowy    | Olga Wiłuchina        | 30:32.9   | DSQ     |
| Bieg pościgowy    | Olga Zajcewa          | 30:43.0   | DSQ     |
| Bieg indywidualny | Jekatierina Głazyrina | 52:13.7   | 61.     |
| Bieg indywidualny | Olga Podczufarowa     | 50:13.3   | 49.     |
| Bieg indywidualny | Jana Romanowa         | 50:42.1   | DSQ     |
| Bieg indywidualny | Jekatierina Szumiłowa | -         | -       |
| Bieg indywidualny | Olga Wiłuchina        | -         | -       |
| Bieg indywidualny | Olga Zajcewa          | 47:06.9   | DSQ     |
| Bieg masowy       | Jekatierina Głazyrina | -         | -       |
| Bieg masowy       | Olga Podczufarowa     | -         | -       |
| Bieg masowy       | Jana Romanowa         | -         | -       |
| Bieg masowy       | Jekatierina Szumiłowa | -         | -       |
| Bieg masowy       | Olga Wiłuchina        | 38:05.3   | DSQ     |
| Bieg masowy       | Olga Zajcewa          | 38:14.2   | DSQ     |
| Sztafeta          | Jana Romanowa         | 1:10:28.9 | DSQ     |
| Sztafeta          | Jekatierina Szumiłowa | 1:10:28.9 | DSQ     |
| Sztafeta          | Olga Wiłuchina        | 1:10:28.9 | DSQ     |
| Sztafeta          | Olga Zajcewa          | 1:10:28.9 | DSQ     |

| Konkurencja       | Zawodnik             | Czas      | Strzelanie | Miejsce |
| ----------------- | -------------------- | --------- | ---------- | ------- |
| Sztafeta mieszana | Olga Zajcewa         | 1:11:04.4 | 1+8        | DSQ     |
| Sztafeta mieszana | Olga Wiłuchina       | 1:11:04.4 | 1+8        | DSQ     |
| Sztafeta mieszana | Jewgienij Garaniczew | 1:11:04.4 | 1+8        | DSQ     |
| Sztafeta mieszana | Anton Szypulin       | 1:11:04.4 | 1+8        | DSQ     |

### Biegi narciarskie

#### Mężczyźni
| Konkurencja       | Zawodnik                                                                    | Czas      | Pozycja                  |
| ----------------- | --------------------------------------------------------------------------- | --------- | ------------------------ |
| sprint            | Siergiej Ustiugow                                                           | 4:32,48   | 5.                       |
| sprint            | Aleksiej Pietuchow                                                          | 3:37,89   | 9.                       |
| sprint            | Nikita Kriukow                                                              | 3:39,10   | 11.                      |
| sprint            | Anton Gafarow                                                               | 6:25,95   | 12.                      |
| Sprint drużynowy  | Maksim Wylegżanin Nikita Kriukow                                            | 23:15,86  | [ 7 ] [ 5 ]              |
| Bieg indywidualny | Aleksandr Biessmiertnych                                                    | 39:37,7   | 7.                       |
| Bieg indywidualny | Dmitrij Japarow                                                             | 40:10,7   | 16.                      |
| Bieg indywidualny | Stanisław Wołżencew                                                         | 40:15,0   | 19.                      |
| Bieg indywidualny | Jewgienij Biełow                                                            | 40:36,8   | 24.                      |
| Bieg łączony      | Maksim Wylegżanin                                                           | 1:08:16,9 | 4.                       |
| Bieg łączony      | Ilja Czernousow                                                             | 1:08:29,0 | 5.                       |
| Bieg łączony      | Aleksandr Legkow                                                            | 1:08:43,1 | 11.                      |
| Bieg łączony      | Jewgienij Biełow                                                            | 1:10:00,5 | 19.                      |
| Bieg na 50 km     | Aleksandr Legkow                                                            | 1:46:55,2 | [ 10 ] [ 5 ]             |
| Bieg na 50 km     | Maksim Wylegżanin                                                           | 1:46:55,9 | [ 7 ] [ 5 ]              |
| Bieg na 50 km     | Ilja Czernousow                                                             | 1:46:56,0 | brąz                     |
| Bieg na 50 km     | Konstantin Gławatskich                                                      | 1:50:33,4 | 38.                      |
| Sztafeta          | Dmitrij Japarow Aleksandr Biessmiertnych Aleksandr Legkow Maksim Wylegżanin | 1:29:09,3 | [ 7 ] [ 8 ] [ 10 ] [ 5 ] |

#### Kobiety
| Konkurencja       | Zawodnik                                                      | Czas      | Pozycje |
| ----------------- | ------------------------------------------------------------- | --------- | ------- |
| Sprint            | Jewgienija Szapowałowa                                        | 2:38,83   | 19.     |
| Sprint            | Anastasija Docenko                                            | 2:38,83   | DSQ     |
| Sprint            | Natalja Matwiejewa                                            | 2:38,66   | 29.     |
| Sprint            | Irina Chazowa                                                 | 2:48,64   | 50.     |
| Sprint drużynowy  | Anastasija Docenko Julija Iwanowa                             | 16:44,91  | DSQ     |
| Bieg indywidualny | Natalja Żukowa                                                | 29:15,5   | 7.      |
| Bieg indywidualny | Julija Czekalowa                                              | 29:36,1   | DSQ     |
| Bieg indywidualny | Olga Kuziukowa                                                | 29:41,9   | 13.     |
| Bieg indywidualny | Julija Iwanowa                                                | 29:59,4   | DSQ     |
| Bieg łączony      | Julija Czekalowa                                              | 40:11,6   | DSQ     |
| Bieg łączony      | Natalja Żukowa                                                | 40:15,5   | 17.     |
| Bieg łączony      | Olga Kuziukowa                                                | 40:43,2   | 24.     |
| Bieg łączony      | Irina Chazowa                                                 | 41:00,3   | 28.     |
| Bieg masowy       | Natalja Żukowa                                                | 1:12:56,7 | 15.     |
| Bieg masowy       | Irina Chazowa                                                 | 1:15:19,2 | 29.     |
| Bieg masowy       | Julija Iwanowa                                                | 1:15:22,1 | DSQ     |
| Bieg masowy       | Julija Czekalowa                                              | 1:15:46,6 | DSQ     |
| Sztafeta          | Julija Iwanowa Olga Kuziukowa Natalja Żukowa Julija Czekalowa | 54:06,3   | DSQ     |

### Bobsleje

#### Mężczyźni
| Osada   | Zawodnik                                                                  | Konkurencja | Ślizg 1 | Ślizg 2 | Ślizg 3 | Ślizg 4 | Łącznie | Pozycja |
| ------- | ------------------------------------------------------------------------- | ----------- | ------- | ------- | ------- | ------- | ------- | ------- |
| RUS-I   | Aleksandr Zubkow Aleksiej Wojewoda                                        | Dwójki      | 56,25   | 56,57   | 56,08   | 56,49   | 3:45,39 | DSQ     |
| RUS-II  | Aleksandr Kasjanow Maksim Bieługin                                        | Dwójki      | 56,69   | 56,60   | 56,44   | 56,57   | 3:46,30 | DSQ     |
| RUS-I   | Aleksandr Zubkow Dmitrij Trunienkow Aleksiej Niegodajło Aleksiej Wojewoda | Czwórki     | 54,82   | 55,37   | 55,02   | 55,39   | 3:40,60 | DSQ     |
| RUS-II  | Aleksandr Kasjanow Maksim Bieługin Ilwir Chuzin Aleksiej Puszkariow       | Czwórki     | 55,11   | 55,41   | 55,29   | 55,21   | 3:41,02 | DSQ     |
| RUS-III | Nikita Zacharow Piotr Moisiejew Nikołaj Chrienkow Maksim Mokrousow        | Czwórki     | 55,74   | 55,53   | 55,88   | 55,91   | 3:43,06 | 15.     |

#### Kobiety
| Osada  | Zawodnik                               | Konkurencja | Ślizg 1 | Ślizg 2 | Ślizg 3 | Ślizg 4 | Łącznie | Pozycja |
| ------ | -------------------------------------- | ----------- | ------- | ------- | ------- | ------- | ------- | ------- |
| RUS-I  | Olga Stułniewa Ludmiła Udobkina        | Dwójki      | 58,03   | 58,24   | 58,45   | 58,74   | 3:53,20 | 9.      |
| RUS-II | Nadieżda Siergiejewa Nadieżda Palejewa | Dwójki      | 58,80   | 58,69   | 59,27   | 59,10   | 3:55,86 | 16.     |

### Curling

#### Kobiety
- Anna Sidorowa (skip)
- Margarita Fomina
- Aleksandra Saitowa
- Jekatierina Gałkina
- Nkeiruka Ezech (rezerwowa)

| 1     | 2                 | 3   | 4       | 6                | 7          | 9      | 10      | 11              |   |   |    |
| Dania | Stany Zjednoczone |     | Japonia | Korea Południowa | Szwajcaria | Kanada | Szwecja | Wielka Brytania |   |   |    |
| 7:4   | 9:7               | 5:7 | 4:8     | 4:8              | 6:3        | 3:5    | 4:5     | 6:9             | 3 | 6 | 9. |

#### Mężczyźni
- Aleksiej Stukalski
- Jewgienij Archipow
- Andriej Drozdow (skip)
- Piotr Dron
- Aleksandr Kozyriew (rezerwowy)

| 1               | 2     | 3        | 5      | 6          | 8                 | 9   | 10      | 12              |   |   |    |
| Wielka Brytania | Dania | Norwegia | Kanada | Szwajcaria | Stany Zjednoczone |     | Szwecja | Wielka Brytania |   |   |    |
| 4:7             | 10:11 | 8:9      | 4:7    | 7:6        | 7:6               | 6:9 | 4:8     | 8:7             | 3 | 6 | 7. |

### Hokej na lodzie

#### Kobiety
- Tatjana Burina[26][25]
- Alona Chomicz
- Jelena Diergaczowa
- Inna Diubanok[27]
- Ija Gawriłowa
- Angielina Gonczarienko
- Aleksandra Kapustina
- Jekatierina Lebiediewa[28][25]
- Julija Leskina
- Jekatierina Paszkiewicz[29][25]
- Anna Prugowa
- Galina Skiba[30]
- Jekatierina Smolencewa[31][25]
- Jekatierina Smolina
- Olga Sosina
- Anna Szczukina
- Anna Szybanowa[32]
- Anna Szochina[33][25]
- Swietłana Tkaczowa
- Aleksandra Wafina
- Anna Winogradowa

| Rosja | Grupa B | Grupa B | Grupa B | Mecze o miejsca 5-8. | Ćwierćfinał | Mecz o miejsce 5. | Miejsce |
| ----- | ------- | ------- | ------- | -------------------- | ----------- | ----------------- | ------- |
| Rosja | Niemcy  | Japonia | Szwecja | Japonia              | Szwajcaria  | Finlandia         | Miejsce |
| Rosja | 4:1     | 2:1     | 3:1     | 6:3                  | 0:2         | 0:4               | DSQ     |

#### Mężczyźni
- Artiom Anisimow
- Anton Biełow
- Siergiej Bobrowski
- Pawieł Daciuk
- Aleksiej Jemielin
- Aleksandr Jeriomienko
- Ilja Kowalczuk
- Nikołaj Kulomin
- Jewgienij Małkin
- Andriej Markow
- Jewgienij Miedwiediew
- Nikita Nikitin
- Ilja Nikulin
- Walerij Niczuszkin
- Aleksandr Owieczkin
- Aleksandr Popow
- Aleksandr Radułow
- Aleksandr Siomin
- Aleksandr Switow
- Władimir Tarasienko
- Wiktor Tichonow
- Aleksiej Tierieszczenko
- Fiodor Tiutin
- Siemion Warłamow
- Wiaczesław Wojnow

| Rosja | Grupa A  | Grupa A           | Grupa A  | Runda kwalifikacyjna | Ćwierćfinał | Miejsce |
| ----- | -------- | ----------------- | -------- | -------------------- | ----------- | ------- |
| Rosja | Słowenia | Stany Zjednoczone | Słowacja | Norwegia             | Finlandia   | Miejsce |
| Rosja | 5:2      | 2:3               | 1:0      | 4:0                  | 1:3         | 5.      |

### Łyżwiarstwo figurowe
| Zawodnik                               | Konkurencja   | Program krótki        | Program krótki        | Program dowolny       | Program dowolny       | Łączna nota           | Pozycja               |
| Zawodnik                               | Konkurencja   | Nota                  | Pozycja               | Nota                  | Pozycja               | Łączna nota           | Pozycja               |
| -------------------------------------- | ------------- | --------------------- | --------------------- | --------------------- | --------------------- | --------------------- | --------------------- |
| Adelina Sotnikowa                      | Solistki      | 74,64                 | 2.                    | 149,95                | 1.                    | 224,59                | złoto                 |
| Julija Lipnicka                        | Solistki      | 65,23                 | 5.                    | 135,34                | 6.                    | 200,57                | 4.                    |
| Jewgienij Pluszczenko                  | Soliści       | Nie stanął na starcie | Nie stanął na starcie | Nie stanął na starcie | Nie stanął na starcie | Nie stanął na starcie | Nie stanął na starcie |
| Tetiana Wołosożar /Maksim Trańkow      | Pary sportowe | 84,17                 | 1.                    | 152,69                | 1.                    | 236,86                | złoto                 |
| Ksienija Stołbowa /Fiodor Klimow       | Pary sportowe | 75,21                 | 3.                    | 143,47                | 2.                    | 218,68                | srebro                |
| Wiera Bazarowa /Jurij Łarionow         | Pary sportowe | 69,66                 | 8.                    | 129,94                | 6.                    | 199,60                | 6.                    |
| Jelena Iljinych /Nikita Kacałapow      | Pary taneczne | 73,04                 | 3.                    | 110,44                | 3.                    | 183,48                | brąz                  |
| Jekatierina Bobrowa / Dmitrij Sołowjow | Pary taneczne | 69,97                 | 5.                    | 102,95                | 6.                    | 172,92                | 5.                    |
| Wiktorija Sinicyna /Rusłan Żyganszyn   | Pary taneczne | 58,01                 | 16                    | 82,65                 | 17.                   | 140,66                | 16.                   |

#### Drużynowo
| Konkurencja      | Zawodnik | Soliści       | Soliści         | Solistki       | Solistki        | Pary sportowe  | Pary sportowe   | Pary taneczne | Pary taneczne  | Wynik  | Wynik   |
| Konkurencja      | Zawodnik | SP            | FS              | SP             | FS              | SP             | FS              | SD            | FD             | Punkty | Miejsce |
| ---------------- | --- | ------------- | --------------- | -------------- | --------------- | -------------- | --------------- | ------------- | -------------- | ------ | ------- |
| Zawody drużynowe | Jewgienij Pluszczenko (M) Julija Lipnicka (K) Tetiana Wołosożar / Maksim Trańkow (PS) Jekatierina Bobrowa / Dmitrij Sołowjow (PT) | 91,39 (9 pkt) | 168,20 (10 pkt) | 72,90 (10 pkt) | 141,51 (10 pkt) | 83,79 (10 pkt) | 135,09 (10 pkt) | 70,27 (8 pkt) | 103,48 (8 pkt) | 75     | złoto   |

### Łyżwiarstwo szybkie

#### Mężczyźni
- Igor Bogolubski
- Aleksiej Jesin
- Dienis Juskow
- Dienis Kowal
- Artiom Kuzniecow
- Dmitrij Łobkow
- Aleksandr Rumiancew
- Jewgienij Sieriajew
- Iwan Skobriew
- Aleksiej Suworow

| Konkurencja   | Zawodnik            | Wyścig 1. | Wyścig 1. | Wyścig 2. | Wyścig 2. | Finał    | Finał   |
| Konkurencja   | Zawodnik            | Czas      | Miejsce   | Czas      | Miejsce   | Czas     | Miejsce |
| ------------- | ------------------- | --------- | --------- | --------- | --------- | -------- | ------- |
| 500 metrów    | Dienis Kowal        | 35,19     | 14.       | 35,24     | 15.       | 70,44    | 13.     |
| 500 metrów    | Aleksiej Jesin      | 35,09     | 10.       | 35,41     | 19.       | 70,50    | 16.     |
| 500 metrów    | Artiom Kuzniecow    | 35,51     | 28.       | 35,14     | 10.       | 70,66    | DSQ     |
| 500 metrów    | Dmitrij Łobkow      | 35,50     | 27.       | 35,37     | 18.       | 70,88    | 23.     |
| 1000 metrów   | Dienis Juskow       | —         | —         | —         | —         | 1:09,81  | 17.     |
| 1000 metrów   | Aleksiej Jesin      | —         | —         | —         | —         | 1:09,93  | 18.     |
| 1000 metrów   | Dmitrij Łobkow      | —         | —         | —         | —         | 1:10,65  | 27.     |
| 1000 metrów   | Igor Bogolubskij    | —         | —         | —         | —         | 1:12,85  | 39.     |
| 1500 metrów   | Dienis Juskow       | —         | —         | —         | —         | 1:45,37  | 4.      |
| 1500 metrów   | Iwan Skobriew       | —         | —         | —         | —         | 1:47,62  | DSQ     |
| 1500 metrów   | Aleksiej Jesin      | —         | —         | —         | —         | 1:48,10  | 24.     |
| 1500 metrów   | Aleksiej Suworow    | —         | —         | —         | —         | 1:48,11  | 25.     |
| 5000 metrów   | Dienis Juskow       | —         | —         | —         | —         | 6:19,51  | 6.      |
| 5000 metrów   | Aleksandr Rumiancew | —         | —         | —         | —         | 6:24,93  | DSQ     |
| 5000 metrów   | Iwan Skobriew       | —         | —         | —         | —         | 6:19,83  | DSQ     |
| 10 000 metrów | Jewgienij Sieriajew | —         | —         | —         | —         | 13:28,61 | 9.      |

| Konkurencja    | Zawodnicy                                       | Ćwierćfinał | Ćwierćfinał | Półfinał | Półfinał | Finał C | Finał C |
| Konkurencja    | Zawodnicy                                       | Czas        | Miejsce     | Czas     | Miejsce  | Czas    | Miejsce |
| -------------- | ----------------------------------------------- | ----------- | ----------- | -------- | -------- | ------- | ------- |
| Bieg drużynowy | Aleksandr Rumiancew Dienis Juskow Iwan Skobriew | 3:44,22     | 6.          | NQ       | NQ       | 3:49,85 | DSQ     |

#### Kobiety
- Anna Czernowa
- Olga Fatkulina
- Wiktorija Filuszkina
- Angielina Golikowa
- Olga Graf
- Jekatierina Łobyszewa
- Jekatierina Małyszewa
- Julija Skokowa
- Jekatierina Szychowa
- Łada Zadonska

| Konkurencja | Zawodniczka           | Wyścig 1. | Wyścig 1. | Wyścig 2. | Wyścig 2. | Finał   | Finał   |
| Konkurencja | Zawodniczka           | Czas      | Miejsce   | Czas      | Miejsce   | Czas    | Miejsce |
| ----------- | --------------------- | --------- | --------- | --------- | --------- | ------- | ------- |
| 500 metrów  | Olga Fatkulina        | 37,57     | 2.        | 37,49     | 2.        | 75,06   | srebro  |
| 500 metrów  | Jekatierina Małyszewa | 38,78     | 16.       | 38,76     | 18.       | 77,55   | 17.     |
| 500 metrów  | Angelina Golikowa     | 38,82     | 18.       | 38,85     | 22.       | 77,68   | 18.     |
| 500 metrów  | Jekatierina Łobyszewa | 39,202    | 25.       | 39,04     | 25.       | 78,24   | 25.     |
| 1000 metrów | Jekatierina Łobyszewa | —         | —         | —         | —         | 1:17,31 | 20.     |
| 1000 metrów | Jekatierina Szychowa  | —         | —         | —         | —         | 1:17,01 | 15.     |
| 1000 metrów | Julija Skokowa        | —         | —         | —         | —         | 1:17,02 | 16.     |
| 1000 metrów | Olga Fatkulina        | —         | —         | —         | —         | 1:15,08 | 4.      |
| 1500 metrów | Julija Skokowa        | —         | —         | —         | —         | 1:56,45 | 5.      |
| 1500 metrów | Jekatierina Łobyszewa | —         | —         | —         | —         | 1:57,70 | 8.      |
| 1500 metrów | Olga Fatkulina        | —         | —         | —         | —         | 1:57,88 | 9.      |
| 1500 metrów | Jekatierina Szychowa  | —         | —         | —         | —         | 1:58,09 | 10.     |
| 3000 metrów | Olga Graf             | —         | —         | —         | —         | 4:03,47 | brąz    |
| 3000 metrów | Julija Skokowa        | —         | —         | —         | —         | 4:09,35 | 8.      |
| 3000 metrów | Jekatierina Szychowa  | —         | —         | —         | —         | 4:14,97 | 20.     |
| 5000 metrów | Olga Graf             | —         | —         | —         | —         | 6:55,77 | 4.      |
| 5000 metrów | Anna Czernowa         | —         | —         | —         | —         | 7:08,71 | 9.      |

| Konkurencja    | Zawodniczki                                   | Ćwierćfinał | Ćwierćfinał | Półfinał | Półfinał | o 3. miejsce | o 3. miejsce |
| Konkurencja    | Zawodniczki                                   | Czas        | Miejsce     | Czas     | Miejsce  | Czas         | Miejsce      |
| -------------- | --------------------------------------------- | ----------- | ----------- | -------- | -------- | ------------ | ------------ |
| Bieg drużynowy | Olga Graf Jekatierina Szychowa Julija Skokowa | 3:01,83     | 1. Q        | 3:02,09  | 2.       | 2:59,73      | brąz         |

### Kombinacja norweska
| Zawodnik                                               | Konkurencja             | Skoki narciarskie       | Skoki narciarskie | Skoki narciarskie | Bieg narciarski | Bieg narciarski | Strata   | Pozycja |
| Zawodnik                                               | Konkurencja             | Skok                    | Nota              | Pozycja           | Czas biegu      | Pozycja         | Strata   | Pozycja |
| ------------------------------------------------------ | ----------------------- | ----------------------- | ----------------- | ----------------- | --------------- | --------------- | -------- | ------- |
| Jewgienij Klimow                                       | Skocznia normalna/10 km | 99,0                    | 124,7             | 3.                | 28:04,0         | 45.             | + 4:40,8 | 45.     |
| Iwan Panin                                             | Skocznia duża/10 km     | 114,5                   | 89,5              | 43.               | 24:45,8         | 42.             | + 3:56,3 | 43.     |
| Ernest Jahin Nijaz Nabejew Iwan Panin Jewgienij Klimow | Drużynowo               | 116,5 121,0 118,5 130,5 | 426,2             | 7.                | 51:35,8         | 9.              | + 5:36,3 | 9.      |

### Narciarstwo alpejskie

#### Mężczyźni
| Konkurencja      | Zawodnik              | Czas 1. przejazdu           | Czas 2. przejazdu           | Czas łączny                 | Pozycje                     |
| ---------------- | --------------------- | --------------------------- | --------------------------- | --------------------------- | --------------------------- |
| zjazd            | Aleksandr Glebow      |                             |                             | 2:08,96                     | 23.                         |
| supergigant      | Pawieł Trichiczew     |                             |                             | 1:20,62                     | 26.                         |
| supergigant      | Stiepan Zujew         |                             |                             | 1:21,54                     | 31.                         |
| supergigant      | Aleksandr Glebow      |                             |                             | Nie ukończył konkurencji    | Nie ukończył konkurencji    |
| Slalom gigant    | Siergiej Majtakow     | 1:23,75                     | 1:25,92                     | 2:49,67                     | 26.                         |
| Slalom gigant    | Władisław Nowikow     | 1:25,68                     | 1:26,97                     | 2:52,65                     | 35.                         |
| Slalom gigant    | Stiepan Zujew         | 1:24,90                     | Nie ukończył 2-go przejazdu | Nie ukończył 2-go przejazdu | Nie ukończył 2-go przejazdu |
| Slalom gigant    | Pawieł Trichiczew     | Nie ukończył 1-go przejazdu | Nie ukończył 1-go przejazdu | Nie ukończył 1-go przejazdu | Nie ukończył 1-go przejazdu |
| Slalom specjalny | Aleksandr Choroszyłow | 48,71                       | 55,52                       | 1:44,23                     | 14.                         |
| Slalom specjalny | Pawieł Trichiczew     | 51,63                       | 1:08,16                     | 1:59,79                     | 33.                         |
| Slalom specjalny | Siergiej Majtakow     | Nie ukończył 1-go przejazdu | Nie ukończył 1-go przejazdu | Nie ukończył 1-go przejazdu | Nie ukończył 1-go przejazdu |
| Slalom specjalny | Stepan Zujew          | Nie ukończył 1-go przejazdu | Nie ukończył 1-go przejazdu | Nie ukończył 1-go przejazdu | Nie ukończył 1-go przejazdu |
| Superkombinacja  | Pawieł Trichiczew     | 1:56,65                     | 56,64                       | 2:53,29                     | 25.                         |
| Superkombinacja  | Aleksandr Choroszyłow | 1:56,03                     | 1:02,43                     | 2:58,46                     | 31.                         |

#### Kobiety
| Konkurencja     | Zawodniczka        | 1.przejazd | 2.przejazd                   | Czas łączny                  | Pozycje                      |
| --------------- | ------------------ | ---------- | ---------------------------- | ---------------------------- | ---------------------------- |
| Zjazd           | Jelena Jakowiszyna |            |                              | 1:44,45                      | 28.                          |
| Zjazd           | Marija Biedariowa  |            |                              | 1:45,29                      | 30.                          |
| Supergigant     | Jelena Jakowiszyna |            |                              | 1:29,38                      | 24.                          |
| Supergigant     | Marija Biedariowa  |            |                              | Nie ukończyła biegu          | Nie ukończyła biegu          |
| Slalom gigant   | Marija Biedariowa  | 1:24,26    | Nie ukończyła 1-go przejazdu | Nie ukończyła 1-go przejazdu | Nie ukończyła 1-go przejazdu |
| Slalom          | Ksienija Ałopina   | 58,37      | 53,37                        | 1:51,74                      | 23.                          |
| Superkombinacja | Jelena Jakowiszyna | 1:44,91    | 53,97                        | 2:38,88                      | 14.                          |

### Narciarstwo dowolne

#### Mężczyźni
| Aleksiej Pawlenko    | jazda po muldach   | 20,78  | 12. | 20,96                  | 6.                     | 21,66          | 16.            | Nie awansowała | Nie awansowała | Nie awansowała | 16.  |
| Aleksandr Smyszlajew | jazda po muldach   | 23,52  | 3.  | —                      | —                      | 24,37          | 1.             | 23,85          | 4.             | 24,34          | brąz |
| Andriej Wołkow       | jazda po muldach   | 20,04  | 18. | Nie ukończył przejazdu | Nie ukończył przejazdu | Nie awansowała | Nie awansowała | Nie awansowała | Nie awansowała | Nie awansowała | 28.  |
| Siergiej Wołkow      | jazda po muldach   | 10,77  | 24. | 21,19                  | 5.                     | 21,64          | 17.            | Nie awansowała | Nie awansowała | Nie awansowała | 17.  |
| Pawieł Krotow        | skoki akrobatyczne | 106,33 | 9.  | 115,05                 | 3.                     | 96,46          | 10.            | Nie awansował  | Nie awansował  | Nie awansował  | 10.  |
| Ilja Burow           | skoki akrobatyczne | 105,88 | 10. | 86,73                  | 10.                    | Nie awansował  | Nie awansował  | Nie awansował  | Nie awansował  | Nie awansował  | 16.  |
| Cimafiej Sliwiec     | skoki akrobatyczne | 87,33  | 15. | 108,41                 | 7.                     | Nie awansował  | Nie awansował  | Nie awansował  | Nie awansował  | Nie awansował  | 13.  |

| Pawieł Korpaczow | Slopstyle | 46,40 | 43,60 | 46,60 | 28. | Nie awansował | Nie awansował | Nie awansował | Nie awansował |
| Pawieł Nabokich  | Halfpipe  | 13,40 | 50,40 | 50,40 | 24. | Nie awansował | Nie awansował | Nie awansował | Nie awansował |

| Zawodnik         | Konkurencja | Kwalifikacje | Kwalifikacje | 1/8 finału | 1/8 finału | Ćwierćfinał   | Ćwierćfinał   | Półfinał      | Półfinał      | Finał         | Finał   |
| Zawodnik         | Konkurencja | Czas         | Miejsce      | Czas       | Miejsce    | Czas          | Miejsce       | Czas          | Miejsce       | Czas          | Miejsce |
| ---------------- | ----------- | ------------ | ------------ | ---------- | ---------- | ------------- | ------------- | ------------- | ------------- | ------------- | ------- |
| Siergiej Możajew | Skicross    | 1:17,83      | 16.          | -          | 3.         | Nie awansował | Nie awansował | Nie awansował | Nie awansował | Nie awansował | 21.     |
| Jegor Korotkow   | Skicross    | 1:17,87      | 17.          | -          | 2.         | -             | 2.            | -             | 3.            | -             | 5.      |

#### Kobiety
- Jelizawieta Czesnokowa
- Anastasija Czircowa
- Alina Gridniewa
- Marija Komissarowa
- Wieronika Korsunowa
- Julija Liwinska
- Natalja Makagonowa
- Anna Mirtowa
- Jelena Muratowa
- Aleksandra Orłowa
- Marika Piertachija
- Riegina Rachimowa
- Asol Sliwiec
- Jekatierina Stolarowa

| Konkurencja        | Zawodniczka           | Kwalifikacje | Kwalifikacje | Kwalifikacje | Kwalifikacje | Kwalifikacje    | Kwalifikacje    | Kwalifikacje    | Kwalifikacje    | Finał          | Finał          | Finał          | Finał   |
| Konkurencja        | Zawodniczka           | Runda 1      | Runda 1      | Runda 1      | Runda 1      | Runda 2         | Runda 2         | Runda 2         | Runda 2         | Finał          | Finał          | Finał          | Finał   |
| Konkurencja        | Zawodniczka           | Czas         | Punkty       | Wynik        | Miejsce      | Czas            | Punkty          | Wynik           | Miejsce         | Czas           | Punkty         | Wynik          | Miejsce |
| ------------------ | --------------------- | ------------ | ------------ | ------------ | ------------ | --------------- | --------------- | --------------- | --------------- | -------------- | -------------- | -------------- | ------- |
| Jazda po muldach   | Jelena Muratowa       | 31,65        | 12,56        | 17,95        | 18.          | 33,36           | 16,64           | 16,64           | 11.             | Nie awansowała | Nie awansowała | Nie awansowała | 21.     |
| Jazda po muldach   | Marika Piertachija    | 29,64        | 11,34        | 17,53        | 19.          | 31,10           | 16,94           | 16,94           | 10. Q           | 31,11          | 17,58          | 17,58          | 17.     |
| Jazda po muldach   | Riegina Rachimowa     | 31,02        | 14,84        | 20,48        | 10. Q        | awans do finału | awans do finału | awans do finału | awans do finału | 31,89          | 21,07          | 21,07          | 8.      |
| Jazda po muldach   | Jekatierina Stolarowa | 38,78        | 5,90         | 8,44         | 25.          | 31,97           | 21,32           | 21,32           | 1. Q            | 34,85          | 10,99          | 10,99          | 19.     |
| Skoki akrobatyczne | Asol Sliwiec          | -            | -            | 78,40        | 6.           | —               | —               | 62,30           | 11.             | Nie awansowała | Nie awansowała | Nie awansowała | 12.     |
| Skoki akrobatyczne | Aleksandra Orłowa     | -            | -            | 76,29        | 8.           | 55,75           | 14.             | Nie awansowała  | Nie awansowała  | Nie awansowała | Nie awansowała | Nie awansowała | 20.     |
| Skoki akrobatyczne | Wieronika Korsunowa   | -            | -            | 72,50        | 10.          | 81,58           | 4.              | 68,35           | 11.             | Nie awansowała | Nie awansowała | Nie awansowała | 11.     |

| Slopstyle | Anna Mirtowa           | 17,40 | 21,60 | 21,60 | 21. | Nie awansowała | Nie awansowała | Nie awansowała | Nie awansowała |
| Halfpipe  | Jelizawieta Czesnokowa | 43,80 | 50,00 | 50,00 | 19. | Nie awansowała | Nie awansowała | Nie awansowała | Nie awansowała |
| Halfpipe  | Natalja Makagonowa     | 42,60 | 43,80 | 43,80 | 20, | Nie awansowała | Nie awansowała | Nie awansowała | Nie awansowała |

| Konkurencja | Zawodniczka         | Kwalifikacje | Kwalifikacje | 1/8 finału | 1/8 finału | Ćwierćfinał    | Ćwierćfinał    | Półfinał       | Półfinał       | Finał          | Finał   |
| Konkurencja | Zawodniczka         | Czas         | Miejsce      | Czas       | Miejsce    | Czas           | Miejsce        | Czas           | Miejsce        | Czas           | Miejsce |
| ----------- | ------------------- | ------------ | ------------ | ---------- | ---------- | -------------- | -------------- | -------------- | -------------- | -------------- | ------- |
| Skicross    | Julija Liwinska     | 1:24,21      | 14.          | -          | 2.         | -              | 3.             | Nie awansowała | Nie awansowała | Nie awansowała | 11.     |
| Skicross    | Anastasija Czircowa | 1:25,99      | 21.          | -          | 4.         | Nie awansowała | Nie awansowała | Nie awansowała | Nie awansowała | Nie awansowała | 26.     |

### Saneczkarstwo

#### Mężczyźni
| Konkurencja      | Zawodnik                              | Ślizg 1 | Ślizg 2 | Ślizg 3 | Ślizg 4 | Łącznie  | Pozycja       |
| ---------------- | ------------------------------------- | ------- | ------- | ------- | ------- | -------- | ------------- |
| Jedynki mężczyzn | Albert Diemczenko                     | 52,170  | 52,273  | 51,707  | 51,852  | 3:28,002 | [ 37 ] [ 38 ] |
| Jedynki mężczyzn | Siemion Pawliczenko                   | 52,660  | 52,593  | 51,928  | 52,255  | 3:29,355 | 5.            |
| Jedynki mężczyzn | Aleksandr Pierietiagin                | 52,675  | 52,950  | 52,069  | 52,161  | 3:29,495 | 7.            |
| Dwójki mężczyzn  | Aleksandr Dienisjew Władisław Antonow | 49,936  | 50,013  |         |         | 1:39,949 | 5.            |
| Dwójki mężczyzn  | Władisław Jużakow Władimir Machnutin  | 50,068  | 50,269  |         |         | 1:40,337 | 9.            |

#### Kobiety
| Konkurencja    | Zawodnik             | Ślizg 1 | Ślizg 2 | Ślizg 3 | Ślizg 4 | Łącznie  | Pozycja |
| -------------- | -------------------- | ------- | ------- | ------- | ------- | -------- | ------- |
| Jedynki kobiet | Tatjana Iwanowa      | 50,457  | 50,492  | 50,450  | 50,607  | 3:22,006 | 7.      |
| Jedynki kobiet | Natalja Choriewa     | 50,500  | 50,348  | 50,599  | 50,620  | 3:22,067 | 8.      |
| Jedynki kobiet | Jekatierina Baturina | 51,263  | 50,457  | 50,629  | 50,382  | 3:22,731 | 11.     |

#### Sztafeta
| Zawodnicy                                                                 | Czas przejazdu       | Łącznie  | Pozycja              |
| ------------------------------------------------------------------------- | -------------------- | -------- | -------------------- |
| Tatjana Iwanowa Albert Diemczenko Aleksandr Dienisjew / Władisław Antonow | 54,429 55,775 56,475 | 2:46,679 | [ 37 ] [ 39 ] [ 38 ] |

### Short track

#### Mężczyźni
| Konkurencja         | Zawodnik                                                          | Kwalifikacje | Kwalifikacje | Ćwierćfinał     | Ćwierćfinał     | Półfinał      | Półfinał      | Finał         | Finał   |
| Konkurencja         | Zawodnik                                                          | Czas         | Miejsce      | Czas            | Miejsce         | Czas          | Miejsce       | Czas          | Miejsce |
| ------------------- | ----------------------------------------------------------------- | ------------ | ------------ | --------------- | --------------- | ------------- | ------------- | ------------- | ------- |
| Bieg na 500 metrów  | Władimir Grigorjew                                                | 41,883       | 2.           | Dyskwalifikacja | Dyskwalifikacja | Nie awansował | Nie awansował | Nie awansował | 16.     |
| Bieg na 500 metrów  | Wiktor Ahn                                                        | 41,450       | 1.           | 41,257          | 1.              | 41,063        | 1.            | 41,312        | złoto   |
| Bieg na 500 metrów  | Siemion Jelistratow                                               | 41,355       | 2.           | Dyskwalifikacja | Dyskwalifikacja | Nie awansował | Nie awansował | Nie awansował | 15.     |
| Bieg na 1000 metrów | Władimir Grigorjew                                                | 1:26,422     | 1.           | 1:24,868        | 2.              | 1:25,346      | 1.            | 1:25,399      | srebro  |
| Bieg na 1000 metrów | Siemion Jelistratow                                               | 1:26,121     | 2.           | 1:24,239        | 2.              | 1:24,275      | 3.            | 1:29,429      | 6.      |
| Bieg na 1000 metrów | Wiktor Ahn                                                        | 1:25,834     | 1.           | 1:25,666        | 1.              | 1:24,102      | 1.            | 1:25,325      | złoto   |
| Bieg na 1500 metrów | Wiktor Ahn                                                        | 2:20,865     | 1.           |                 |                 | 2:16,00       | 2.            | 2:15,062      | brąz    |
| Bieg na 1500 metrów | Siemion Jelistratow                                               | 2:16,904     | 2.           |                 |                 | 2:14,783      | 4.            | 2:24,352      | 11.     |
| Sztafeta 5000 m     | Wiktor Ahn Siemion Jelistratow Władimir Grigorjew Rusłan Zacharow |              |              |                 |                 | 6:44,331      | 1.            | 6:42,100      | złoto   |

#### Kobiety
| Konkurencja         | Zawodniczka                                                          | Kwalifikacje        | Kwalifikacje        | Ćwierćfinał        | Ćwierćfinał        | Półfinał           | Półfinał           | Finał              | Finał              |
| Konkurencja         | Zawodniczka                                                          | Czas                | Miejsce             | Czas               | Miejsce            | Czas               | Miejsce            | Czas               | Miejsce            |
| ------------------- | -------------------------------------------------------------------- | ------------------- | ------------------- | ------------------ | ------------------ | ------------------ | ------------------ | ------------------ | ------------------ |
| Bieg na 500 metrów  | Tatjana Borodulina                                                   | Dyskwalifikacja     | Dyskwalifikacja     | Nie sklasyfikowana | Nie sklasyfikowana | Nie sklasyfikowana | Nie sklasyfikowana | Nie sklasyfikowana | Nie sklasyfikowana |
| Bieg na 500 metrów  | Sofja Proswirnowa                                                    | 44,940              | 2.                  | 43,862             | 4.                 | Nie awansowała     | Nie awansowała     | Nie awansowała     | 15.                |
| Bieg na 500 metrów  | Walerija Rieznik                                                     | 45,349              | 3.                  | Nie awansowała     | Nie awansowała     | Nie awansowała     | Nie awansowała     | Nie awansowała     | 23.                |
| Bieg na 1000 metrów | Tatiana Borodulina                                                   | 1:31,559            | 3.                  | Nie awansowała     | Nie awansowała     | Nie awansowała     | Nie awansowała     | Nie awansowała     | 19.                |
| Bieg na 1000 metrów | Olga Bielakowa                                                       | 1:32,034            | 3.                  | Nie awansowała     | Nie awansowała     | Nie awansowała     | Nie awansowała     | Nie awansowała     | 20.                |
| Bieg na 1000 metrów | Sofia Proswirnowa                                                    | 1:36,521            | 3.                  | Nie awansowała     | Nie awansowała     | Nie awansowała     | Nie awansowała     | Nie awansowała     | 24.                |
| Bieg na 1500 metrów | Walerija Rieznik                                                     | Dyskwalifikacja     | Dyskwalifikacja     |                    |                    | Nie sklasyfikowana | Nie sklasyfikowana | Nie sklasyfikowana | Nie sklasyfikowana |
| Bieg na 1500 metrów | Tatjana Borodulina                                                   | Nie ukończyła biegu | Nie ukończyła biegu |                    |                    | Nie sklasyfikowana | Nie sklasyfikowana | Nie sklasyfikowana | Nie sklasyfikowana |
| Bieg na 1500 metrów | Olga Bielakowa                                                       | 2:29,880            | 2.                  |                    |                    | 2:20,391           | 5.                 | Nie awansowała     | 14.                |
| Sztafeta 3000 m     | Olga Bielakowa Tatjana Borodulina Sofja Proswirnowa Walerija Rieznik |                     |                     |                    |                    | 4:13,938           | 3.                 | 4:14,862           | 4.                 |

### Skeleton

#### Mężczyźni
- Siergiej Czudinow
- Nikita Triegubow
- Aleksandr Trietjakow

| Konkurencja    | Zawodnik             | 1. przejazd | 1. przejazd | 2. przejazd | 2. przejazd | 3. przejazd | 3. przejazd | 4. przejazd | 4. przejazd | Suma    | Suma         |
| Konkurencja    | Zawodnik             | Czas        | Miejsce     | Czas        | Miejsce     | Czas        | Miejsce     | Czas        | Miejsce     | Czas    | Miejsce      |
| -------------- | -------------------- | ----------- | ----------- | ----------- | ----------- | ----------- | ----------- | ----------- | ----------- | ------- | ------------ |
| Ślizg mężczyzn | Siergiej Czudinow    | 56.98       | 5.          | 57.04       | 11.         | 56.86       | 6. Q        | 56.71       | 5.          | 3:47.59 | 5.           |
| Ślizg mężczyzn | Nikita Triegubow     | 57.44       | 13.         | 56.96       | 7.          | 56.57       | 3. Q        | 56.65       | 3.          | 3:47.62 | 6.           |
| Ślizg mężczyzn | Aleksandr Trietjakow | 55.95 TR SR | 1.          | 56.04       | 1.          | 56.28       | 2. Q        | 56.02       | 1.          | 3:44.29 | [ 41 ] [ 5 ] |

#### Kobiety
- Jelena Nikitina
- Marija Orłowa
- Olga Potylicyna

| Konkurencja  | Zawodniczka     | 1. przejazd | 1. przejazd | 2. przejazd | 2. przejazd | 3. przejazd | 3. przejazd | 4. przejazd | 4. przejazd | Suma    | Suma         |
| Konkurencja  | Zawodniczka     | Czas        | Miejsce     | Czas        | Miejsce     | Czas        | Miejsce     | Czas        | Miejsce     | Czas    | Miejsce      |
| ------------ | --------------- | ----------- | ----------- | ----------- | ----------- | ----------- | ----------- | ----------- | ----------- | ------- | ------------ |
| Ślizg kobiet | Jelena Nikitina | 58.48 SR    | 2.          | 58.96       | 5.          | 58.33       | 6. Q        | 58.53       | 12.         | 3:54.30 | [ 42 ] [ 5 ] |
| Ślizg kobiet | Marija Orłowa   | 58.97       | 5.          | 59.02       | 6.          | 58.30       | 5. Q        | 58.43       | 8.          | 3:54.72 | 6.           |
| Ślizg kobiet | Olga Potylicyna | 59.00       | 6.          | 58.75       | =3.         | 58.13       | 2. Q        | 58.52       | 11.         | 3:54.40 | 5.           |

### Skoki narciarskie

#### Mężczyźni
| Konkurencja              | Skoczek                                                               | Kwalifikacje | Kwalifikacje | Skok 1                  | Skok 1                 | Skok 2                       | Skok 2                       | Nota  | Pozycja |
| Konkurencja              | Skoczek                                                               | odległość    | Nota         | odległość               | Nota                   | odległość                    | Nota                         | Nota  | Pozycja |
| ------------------------ | --------------------------------------------------------------------- | ------------ | ------------ | ----------------------- | ---------------------- | ---------------------------- | ---------------------------- | ----- | ------- |
| Skocznia normalna HS-106 | Ilmir Chazietdinow                                                    | 96,0         | 113,7        | 94,0                    | 114,8                  | Nie awansował do 2-iej serii | Nie awansował do 2-iej serii | 114,8 | 36.     |
| Skocznia normalna HS-106 | Dienis Korniłow                                                       | 92,0         | 109,6        | 89,0                    | 103,2                  | Nie awansował do 2-iej serii | Nie awansował do 2-iej serii | 103,2 | 48.     |
| Skocznia normalna HS-106 | Michaił Maksimoczkin                                                  | 91,0         | 107,2        | 104,0                   | 129,6                  | 90,5                         | 98,3                         | 227,9 | 30.     |
| Skocznia normalna HS-106 | Aleksiej Romaszow                                                     | 90,5         | 102,6        | 92,0                    | 109,0                  | Nie awansował do 2-iej serii | Nie awansował do 2-iej serii | 109,0 | 44.     |
| Skocznia duża K-140      | Dienis Korniłow                                                       | 121,5        | 104,0        | 125,0                   | 109,7                  | Nie awansował do 2-iej serii | Nie awansował do 2-iej serii | 109,7 | 31.     |
| Skocznia duża K-140      | Dmitrij Wasiljew                                                      | 119,0        | 102,8        | 130,5                   | 116,8                  | 144,5                        | 118,2                        | 235,0 | 26.     |
| Skocznia duża K-140      | Ilmir Chazietdinow                                                    | 114,5        | 93,8         | 124,5                   | 111,3                  | 125,0                        | 109,5                        | 220,8 | 29.     |
| Skocznia duża K-140      | Aleksiej Romaszow                                                     | 119,0        | 91,8         | 120,0                   | 93,6                   | Nie awansował do 2-iej serii | Nie awansował do 2-iej serii | 93,6  | 46.     |
| Konkurs drużynowy        | Ilmir Chazietdinow Aleksiej Romaszow Dmitrij Wasiljew Dienis Korniłow | —            | —            | 121,0 124,5 123,5 118,5 | 102,1 108,5 113,2 98,5 | NQ                           | NQ                           | 422,3 | 9.      |

#### Kobiety
| Konkurencja             | Skoczek          | Skok 1    | Skok 1 | Skok 2    | Skok 2 | Nota  | Pozycja |
| Konkurencja             | Skoczek          | odległość | Nota   | odległość | Nota   | Nota  | Pozycja |
| ----------------------- | ---------------- | --------- | ------ | --------- | ------ | ----- | ------- |
| Skocznia normalna K-106 | Irina Awwakumowa | 98,5      | 114,4  | 94,5      | 107,8  | 222,2 | 16.     |

### Snowboard

#### Mężczyźni
| Konkurencja | Zawodnik        | 1/8 finału | 1/8 finału | Ćwierćfinał   | Ćwierćfinał   | Półfinał      | Półfinał      | Finał         | Finał   |
| Konkurencja | Zawodnik        | Czas       | Miejsce    | Czas          | Miejsce       | Czas          | Miejsce       | Czas          | Miejsce |
| ----------- | --------------- | ---------- | ---------- | ------------- | ------------- | ------------- | ------------- | ------------- | ------- |
| Cross       | Nikołaj Olunin  | -          | 1.         | -             | 1.            | -             | 1.            | -             | srebro  |
| Cross       | Andrej Bołdykow | -          | 5.         | Nie awansował | Nie awansował | Nie awansował | Nie awansował | Nie awansował | 33.     |
| Cross       | Anton Kopriwica | -          | 5.         | Nie awansował | Nie awansował | Nie awansował | Nie awansował | Nie awansował | 33.     |

| Slalom równoległy        | Vic Wild          | 57,96                                | 1.                                   | Michael Lambert 0.00     | Roland Fischnaller 0.00 | Benjamin Karl 0.00   | Žan Košir 0.00       | złoto              |
| Slalom równoległy        | Andriej Sobolew   | 1:02,70                              | 27.                                  | Nie awansował            | Nie awansował           | Nie awansował        | Nie awansował        | 27.                |
| Slalom równoległy        | Stanisław Dietkow | Dyskwalifikacja w 2-gim przejeździe  | Dyskwalifikacja w 2-gim przejeździe  | Nie awansował            | Nie awansował           | Nie awansował        | Nie awansował        | 28.                |
| Slalom równoległy        | Walerij Kolegow   | Dyskwalifikacja w 1-szym przejeździe | Dyskwalifikacja w 1-szym przejeździe | Nie sklasyfikowany       | Nie sklasyfikowany      | Nie sklasyfikowany   | Nie sklasyfikowany   | Nie sklasyfikowany |
| Slalom gigant równoległy | Andriej Sobolew   | 1:35,62                              | 1.                                   | Andreas Prommegger +1.61 | Nie awansował           | Nie awansował        | Nie awansował        | 9.                 |
| Slalom gigant równoległy | Vic Wild          | 1:35,88                              | 2.                                   | Sylvain Dufour 0.00      | Simon Schoch 0.00       | Patrick Bussler 0.00 | Nevin Galmarini 0.00 | złoto              |
| Slalom gigant równoległy | Walerij Kolegow   | 1:40,69                              | 19.                                  | Nie awansował            | Nie awansował           | Nie awansował        | Nie awansował        | 19.                |
| Slalom gigant równoległy | Stanisław Dietkow | Dyskwalifikacja w 2-gim przejeździe  | Dyskwalifikacja w 2-gim przejeździe  | Nie awansował            | Nie awansował           | Nie awansował        | Nie awansował        | 29.                |

| Konkurencja | Zawodnik          | Kwalifikacje | Kwalifikacje | Kwalifikacje | Kwalifikacje | Półfinał | Półfinał | Półfinał  | Półfinał | Finał    | Finał    | Finał     | Finał   |
| Konkurencja | Zawodnik          | 1. zjazd     | 2. zjazd     | Najlepszy    | Miejsce      | 1. zjazd | 2. zjazd | Najlepszy | Miejsce  | 1. zjazd | 2. zjazd | Najlepszy | Miejsce |
| ----------- | ----------------- | ------------ | ------------ | ------------ | ------------ | -------- | -------- | --------- | -------- | -------- | -------- | --------- | ------- |
| Slopestyle  | Aleksiej Sobolew  | 63,00        | 28,50        | 63,00        | 10. QS       | 20,00    | 57,50    | 57,50     | 12.      | NQ       | NQ       | NQ        | NQ      |
| Halfpipe    | Nikita Awtaniejew | 34,50        | 63,75        | 63,75        | 13.          | NQ       | NQ       | NQ        | NQ       | NQ       | NQ       | NQ        | 25.     |
| Halfpipe    | Pawieł Charitonow | 58,75        | 54,50        | 58,75        | 15.          | NQ       | NQ       | NQ        | NQ       | NQ       | NQ       | NQ        | 30.     |
| Halfpipe    | Siergiej Tarasow  | 23,00        | 39,50        | 39,50        | 18.          | NQ       | NQ       | NQ        | NQ       | NQ       | NQ       | NQ        | 36.     |

#### Kobiety
| Slalom równoległy        | Alona Zawarzina           | 1:05,32         | 12.             | Julia Dujmovits + 0,05 | Nie awansowała      | Nie awansowała      | Nie awansowała     | 13.                |
| Slalom równoległy        | Natalja Sobolewa          | 1:05,48         | 15.             | Ester Ledecká +0.24    | Nie awansowała      | Nie awansowała      | Nie awansowała     | 15.                |
| Slalom równoległy        | Jekatierina Tudiegieszewa | 1:05,54         | 16.             | Marion Kreiner +7.29   | Nie awansowała      | Nie awansowała      | Nie awansowała     | 16.                |
| Slalom równoległy        | Jekatierina Iluchina      | 1:06,73         | 29.             | Nie awansowała         | Nie awansowała      | Nie awansowała      | Nie awansowała     | 29.                |
| Slalom gigant równoległy | Alona Zawarzina           | 1:47,65         | 6.              | Selina Jörg 0.00       | Ariane Lavigne 0.00 | Patrizia Kummer DSQ | Ina Meschik 0.00   | brąz               |
| Slalom gigant równoległy | Jekatierina Iluchina      | 1:49,02         | 9.              | Caroline Calvé +1.53   | Nie awansowała      | Nie awansowała      | Nie awansowała     | 12.                |
| Slalom gigant równoległy | Jekatierina Tudiegieszewa | 1:51,77         | 15.             | Patrizia Kummer +2.26  | Nie awansowała      | Nie awansowała      | Nie awansowała     | 15.                |
| Slalom gigant równoległy | Natalja Sobolewa          | Dyskwalifikacja | Dyskwalifikacja | Nie sklasyfikowana     | Nie sklasyfikowana  | Nie sklasyfikowana  | Nie sklasyfikowana | Nie sklasyfikowana |